# Tournoi de tennis de Tanger
Le Morocco Tennis Tour Tanger est un tournoi professionnel de tennis du circuit ATP Challenger Tour qui se déroule depuis 2008 sur terre battue à Tanger, au Maroc.
Il fait partie du Morocco Tennis Tour qui regroupe plusieurs tournois Challenger au Maroc.

## Palmarès

### Simple
| Date       | Vainqueur           | Finaliste            | Score          |
| ---------- | ------------------- | -------------------- | -------------- |
| 10/03/2008 | Marcel Granollers   | Daniel Gimeno-Traver | 6-4, 6-4       |
| 16/02/2009 | Marc López          | Pere Riba            | 5-7, 6-4, 7-69 |
| 22/02/2010 | Stéphane Robert     | Alexandr Dolgopolov  | 7-65, 6-4      |
| 2011-2012  | Pas de tournoi      | Pas de tournoi       | Pas de tournoi |
| 17/06/2013 | Pablo Carreño-Busta | Mikhail Kukushkin    | 6-2, 4-1 ab.   |

### Doubles
| Date       | Vainqueurs                           | Finalistes                            | Score             |
| ---------- | ------------------------------------ | ------------------------------------- | ----------------- |
| 10/03/2008 | Miguel Ángel López Jaén Iván Navarro | Marc López Gabriel Trujillo-Soler     | 6-3, 65-7, [11-9] |
| 16/02/2009 | Augustin Gensse Eric Prodon          | Giancarlo Petrazzuolo Simone Vagnozzi | 6-1, 7-63         |
| 22/02/2010 | Steve Darcis Dominik Meffert         | Uladzimir Ignatik Martin Kližan       | 5-7, 7-5, [10-5]  |
| 2011-2012  | Pas de tournoi                       | Pas de tournoi                        | Pas de tournoi    |
| 17/06/2013 | Nikola Ćirić Goran Tošić             | Maximilian Neuchrist Mate Pavić       | 6-3, 65-7, [10-8] |